# 錦野村
錦野村（にしきのむら）は、熊本県阿蘇郡にあった村である。
1956年8月1日、一部が大津町および菊池郡陣内村、平真城村、瀬田村（一部）、護川村（一部）と新設合併し、新町制による大津町となり、一部が山西村へ編入された。

## 沿革
- 1889年4月1日 - 町村制施行により外牧村、錦野村、岩坂村が合併し錦野村が発足。
- 1956年8月1日 - 大津町・陣内村・平真城村・瀬田村（一部）・護川村（一部）・錦野村（一部）が対等合併し、大津町となる。錦野村（一部）が山西村へ編入。

## 教育
- 錦野村立錦野小学校
- 錦野村立岩坂小学校
- 組合立菊阿中学校